# Ród Atrydów
Ród Atrydów – powieść fantastycznonaukowa z 1999 roku osadzona w Uniwersum Diuny, napisana przez Briana Herberta i Kevina J. Andersona. Akcja książki toczy się przed wydarzeniami opisanymi przez Franka Herberta w oryginalnych Kronikach Diuny. Ród Atrydów to pierwsza z trzech książek składających się na serię Preludium Diuny.

## Fabuła
Fabuła powieści rozpoczyna się na planecie Arrakis 35 lat przed wydarzeniami przedstawionymi w oryginalnej serii. Baron Harkonnen przejął właśnie władanie nad Arrakis (zwaną również Diuną) od swojego młodszego brata Abulorda. Baron widzi możliwość zarobku w nielegalnym składowaniu przyprawy.
Na planecie Kaitain, stolicy cesarstwa, młody planetolog Pardot Kynes przybył ze swojej rodzinnej planety Salusa Secundus na spotkanie z Padyszachem Cesarzem Elroodem Corrino IX. Stary imperator zleca planetologowi misję zbadania sposobu powstawania przyprawy na Arrakis. W tym samym czasie książę Shaddam wraz z przyjacielem z dzieciństwa, Hasimirem Fenringiem, planują zabójstwo Elrooda. Wiedząc, że Shaddam może rządzić jeszcze przez kilkadziesiąt lat Shaddam decyduje się otruć ojca aby przyśpieszyć objęcie Tronu Złotego Lwa.
Książę Paulus Atryda na swojej ojczystej planecie Kaladan zamierza wysłać swojego syna Leto na dwór Dominika Verniusa na planecie Ix, aby mógł on uczyć się razem z synem Verniusa Rhomburem. Matce Leto, Lady Helenie, nie podoba się ten pomysł, gdyż wywodzi się ona z rodu Richese, który jest głównym rywalem rodu Verniusów.
Bene Gesserit zbliżają się do osiągnięcia swojego tajnego celu, którym jest wyhodowanie Kwisatz Haderach. Kolejnym krokiem jest wysłanie matki wielebnej Gaius Heleny Mohiam na planetę Giedi Prime, aby poczęła dziecko z baronem Vladimirem. Baron nie jest zainteresowany spółkowaniem z matką wielebną, jednak zgadza się na to pod wpływem szantażu związanego z ujawnieniem jego nielegalnych zapasów przyprawy.
W tym samym czasie młody niewolnik o numerze 11368, Duncan Idaho, stara się uciec z lasów na Giedi Prime, gdzie na-baron Glossu Rabban urządza polowanie na niewolników. Ostatecznie Idaho ucieka z planety na statku udającym się na Kaladan.
Pardot Kynes przylatuje na Arrakis i rozpoczyna na niej swoje obowiązki imperialnego planetologa. Dostrzega błędy popełniane przez Harkonnenów i zaczyna interesować się Fremenami oraz możliwościami zmiany klimatu planety. Kynes odkrywa dowodów na to, że dawniej powierzchnia planety była pokryta oceanami oraz rozpoczynam badania, by odkryć co zmieniło jej klimat.
Leto przebywa w Grand Paleis na Ix gościniec u Dominika Verniusa. Nie tylko zaprzyjaźnia się synem księcia Rhomburem, ale również zakochuje się w jego córce Kailei. Jednak nie wszystko na tej planecie układa się pomyślnie. Pośród suboidów pracujących nad budową wielkich statków kosmicznych rośnie niezadowolenie z wykonywanych przez nich pracy.
Padyszach Imperator Elrood IX zaczyna odczuwać skutki otrucia przez hrabiego Fenringa. Na Kaitain przybywa delegacja Tleilaxan i przedstawia propozycję produkcji laboratoryjnej sztucznej przyprawy. Tak rozpoczyna się "projekt Amal". Tleilaxanie mają jednak jedno żądanie: chcą przejąć kontrolę nad planetą Ix, gdzie znajduje się w zaplecze technologiczne niezbędne do przeprowadzenia eksperymentu. Imperator przystaje na tę propozycję, gdyż jest skonfliktowany z Dominikiem Verniusem.